# Lotta Engberg

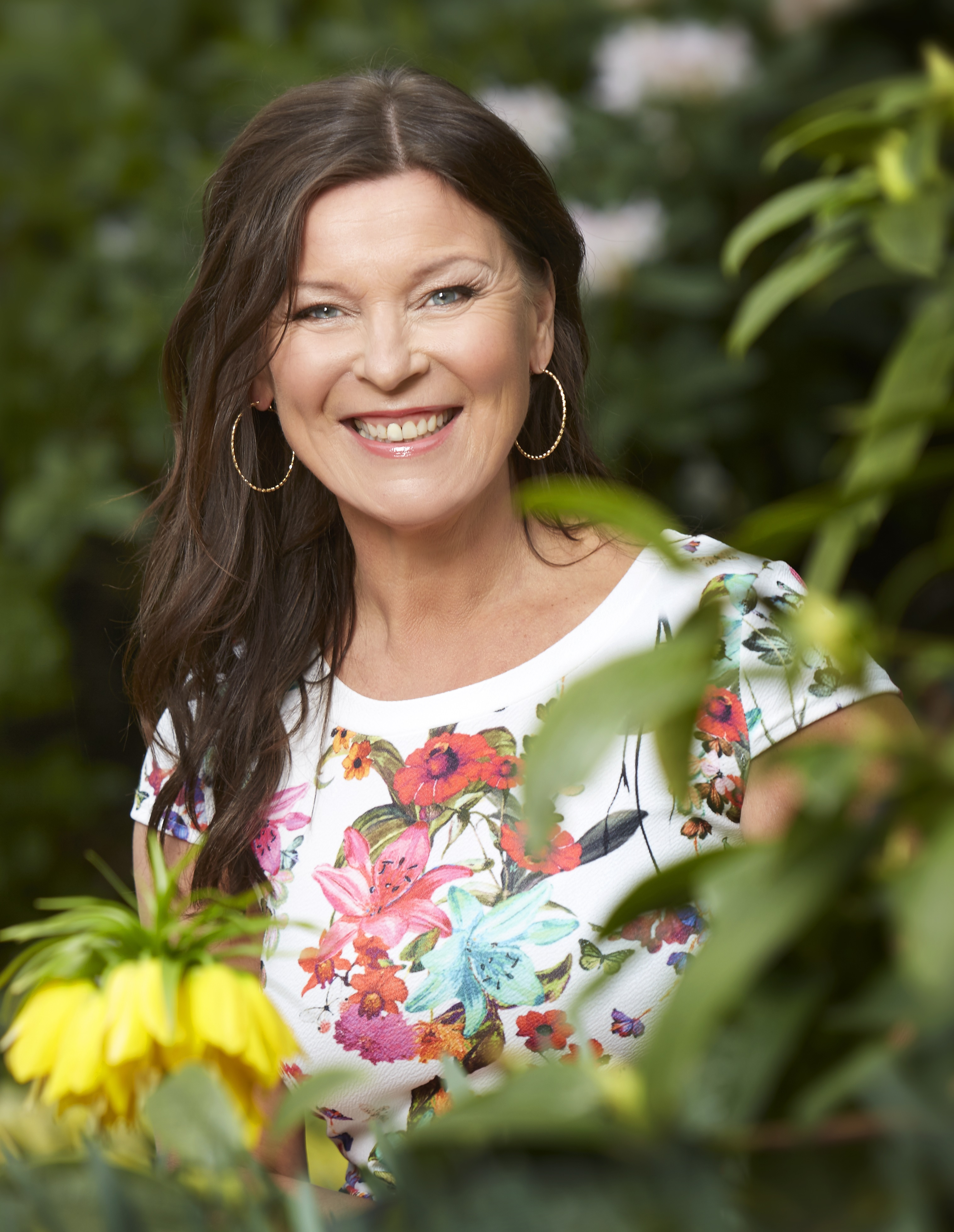
Lotta Engberg, 2015

Lotta Engberg (* 5. März 1963 in Överkalix als Anna Charlotte Pedersen) ist eine schwedische Pop- und Dansbandsängerin, Klavierspielerin und Fernsehmoderatorin.

## Leben und Wirken
Lotta Engberg wurde im nordschwedischen Överkalix geboren und verbrachte ihre Kindheit in Lycksele und Pajala, ab 1975 in Laxå in Närke. Zum sechsten Geburtstag bekam sie ein Klavier und war seitdem begeistert für Musik. Nach dem Besuch des Gymnasiums in Karlstad studierte sie von 1982 bis 1986 klassisches Piano an der Königlich Schwedischen Musikakademie in Stockholm. Noch während des Studiums hatte sie zahlreiche Engagements als Backgroundsängerin, unter anderem bei Diggi-loo Diggi-ley, mit dem die Popgruppe Herrey’s den Eurovision Song Contest 1984 gewann, bei Kikki Danielsson oder dem norwegischen Duo Bobbysocks (Hanne Krogh und Elisabeth Andreassen). 1985 heiratete sie den Saxofonisten Anders Engberg.
Das von ihr mit Göran Folkestad aufgeführte Lied Sankta Cecilia erreichte beim Melodifestivalen 1984 den zweiten Platz hinter Diggi-loo Diggi-ley. Ihren Durchbruch erreichte sie mit dem Lied Boogaloo (Fyra Bugg & en Coca Cola), der das Melodifestivalen 1987 gewann, die Vorentscheidung zum Eurovision Song Contest, und beim Eurovision Song Contest 1987 auf den zwölften Platz kam. Das Lied war ursprünglich für eine Boyband geschrieben. Zwischen den Auftritten beim Melodifestivalen im Februar und beim ESC im Mai brachte Engberg ihre erste Tochter zur Welt. Insgesamt nahm sie als Sängerin oder Mitglied einer Gruppe siebenmal an den schwedischen Vorentscheidungen teil (1984, 1987, 1988, 1990, 1996, 2002, 2012) und einmal an der norwegischen Vorentscheidung (2003).
1987 und 1988 erschienen Engbergs erste Soloalben. 1989 gründete sie mit ihrem damaligen Ehemann die Dansband Lotta & Anders Engbergs orkester, die ebenfalls große Erfolge hatte und 1993 mit dem Grammis als beste Dansband ausgezeichnet wurde. 1991 wurde die Ehe geschieden. 1994 verließ Lotta Engberg die Dansband und gründete ihre eigene Band, Lotta Engbergs orkester (später einfach Lotta Engbergs). Sie löste sich 2002 auf, nachdem Engberg angekündigt hatte, das Dansband-Genre zu verlassen. Von 2001 bis 2004 bildete Engberg gemeinsam mit Kikki Danielsson und Elisabeth Andreassen das Trio Kikki, Bettan & Lotta. Anschließend setzte sie mit weiteren Soloalben und Tourneen ihre Solokarriere fort. 

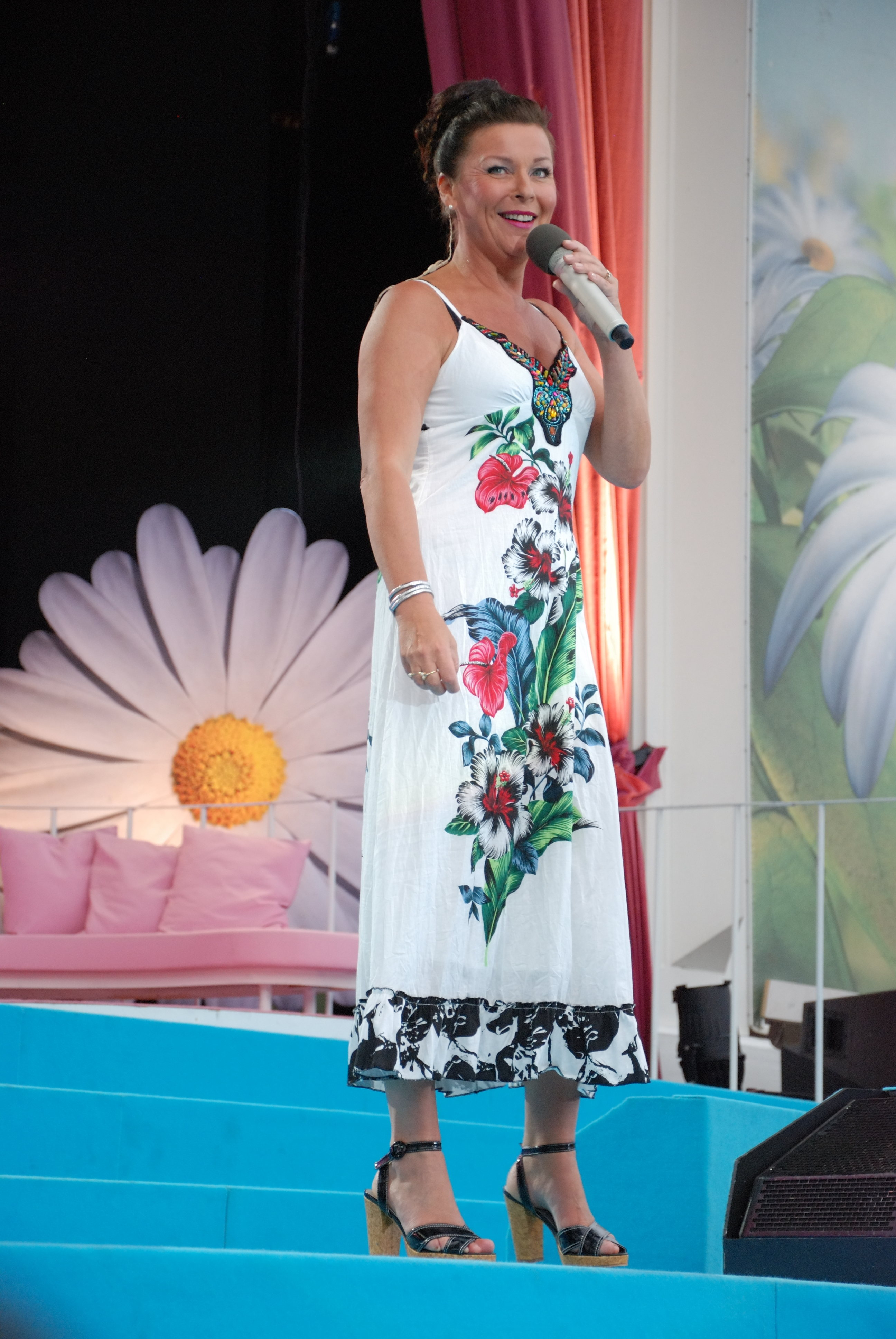
Lotta på Liseberg, 2010

Ab 1993 arbeitete Engberg regelmäßig in verschiedenen Sendungen sowohl bei SVT als auch bei TV4 als Moderatorin; darunter Kär och galen (1993–1995), Söndagsöppet (2000–2002), Bingolotto (2005–2008, 2018–2020) und Lotta på Liseberg (2004–2023).
Nach ihrer Scheidung von Anders Engberg war Lotta Engberg von 1999 bis 2015 mit Patrik Ehlersson verheiratet. Seit 2021 lebt sie mit dem Arzt und Fernsehmoderator Mikael Sandström in Mölnlycke.

## Auszeichnungen
Engberg wurde 1999 auf einer Briefmarke der schwedischen Post abgebildet. Sie erhielt 2002 den Guldklaven als beste Sängerin des Jahres und 2009 den Lisebergsapplåden. 2005 wurde sie als Årets göteborgare ausgezeichnet, 2016 mit dem Verdienstzeichen der Stadt Göteborg. Die Straßenbahn Göteborg benannte 2022 einen Wagen nach ihr.

## Soloalben
| Jahr | Titel                                | Höchstplatzierung, Gesamtwochen, AuszeichnungChartsChartplatzierungen (Jahr, Titel, Platzierungen, Wochen, Auszeichnungen, Anmerkungen) | Anmerkungen                         |
| Jahr | Titel                                | SE | Anmerkungen                         |
| ---- | ------------------------------------ | --- | ----------------------------------- |
| 1988 | 100%                                 | SE40 (2 Wo.)SE |                                     |
| 1996 | Äntligen på väg                      | SE13 (4 Wo.)SE |                                     |
| 1997 | Tolv i topp                          | SE23 (1 Wo.)SE |                                     |
| 1998 | Åh, vad jag älskade dig just då      | SE22 (6 Wo.)SE |                                     |
| 1999 | Tjejer & snubbar, kärringar & gubbar | SE50 (1 Wo.)SE |                                     |
| 2000 | Vilken härlig dag                    | SE17 (3 Wo.)SE |                                     |
| 2006 | Världens bästa Lotta                 | SE17 (7 Wo.)SE | Erstveröffentlichung: 22. März 2006 |
| 2009 | Jul hos mig                          | SE2 Gold · (7 Wo.)SE | Erstveröffentlichung: November 2009 |
| 2012 | Lotta & Christer                     | SE2 (13 Wo.)SE | mit Christer Sjögren                |
| 2016 | Lotta på Liseberg                    | SE36 (6 Wo.)SE |                                     |

Weitere Alben
- 1987: Fyra Bugg & en Coca Cola
- 2003: Fyra Bugg & en Coca Cola och andra hits
- 2005: Kvinna & man (Lotta Engberg & Jarl Carlsson)

### Singles
| Jahr | Titel Album              | Höchstplatzierung, Gesamtwochen, AuszeichnungChartsChartplatzierungen (Jahr, Titel, Album, Platzierungen, Wochen, Auszeichnungen, Anmerkungen) | Anmerkungen                         |
| Jahr | Titel Album              | SE | Anmerkungen                         |
| ---- | ------------------------ | --- | ----------------------------------- |
| 1987 | Fyra Bugg & en Coca Cola | SE19 (1 Wo.)SE |                                     |
| 1996 | Juliette & Jonathan –    | SE51 (2 Wo.)SE | Erstveröffentlichung: 22. März 1996 |
| 2002 | Vem é dé du vill ha –    | SE32 (7 Wo.)SE | Kikki, Bettan & Lotta               |

Weitere Singles
- 1987 Världens lyckligaste par (Duett mit Lasse Stefanz)
- 1987: Succéschottis
- 1987: 100 % (mit Triple & Touch)
- 1988: Kan man gifta sig i jeans?
- 1988: Ringar på vatten (Duet mit Haakon Pedersen)
- 2009: Äntligen december